# 勒蒂约
勒蒂约（法語：Le Thillot，法語發音：[lə tijo] ⓘ），法国东北部城市，大东部大区孚日省的一个市镇，隶属于埃皮纳勒区，其市镇面积为15.14平方公里，2022年1月1日时人口数量为3,198人，在法国城市中排名第3,438位。
勒蒂约位于孚日省东南部，摩泽尔河畔，其南侧与上索恩省接壤，是一个区域性的中心城市，历史上曾因铜矿开采而闻名，两条干线公路在此十字交汇。

## 地名来源
根据当地官方网站的论述，“Le Thillot”一名最初可能以“Le Tillet”的形式被记载，其含义及来源尚有待考证。

## 历史

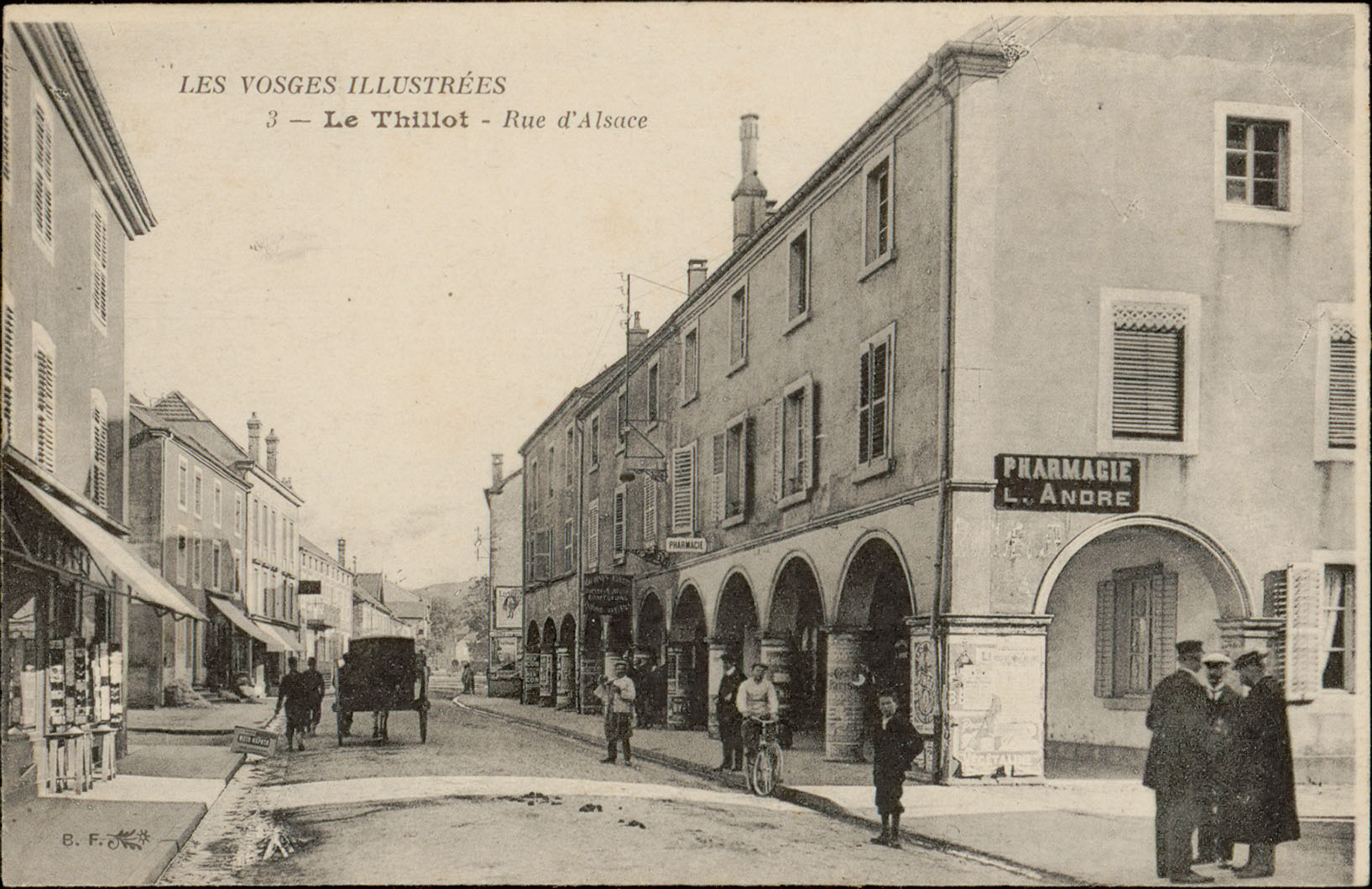
19世纪末至20世纪初的勒蒂约街头

勒蒂约成立于1860年6月，是由拉蒙尚分离而出建立的独立市镇。
勒蒂约的早期历史尚不清楚。根据当地官方网站的论述，勒蒂约最初于公元1299年在一份文献中被提及。中世纪末，连接勒蒂约和阿尔萨斯及弗朗什-孔泰的道路相继被开辟。16世纪中后期，勒蒂约境内发现铜矿资源并得到开采，此后勒蒂约城市得到发展，当地出现了商贸集市及大堂。18世纪后，勒蒂约的铜矿开采活动逐渐停止。法国大革命后，勒蒂约被划入拉蒙尚，后者成为孚日省的一个市镇。1834年7月7日，勒蒂约市区发生特大火灾，42间房屋被烧毁。1860年，勒蒂约正式成为独立市镇。1862年，由一所学校改建而来的勒蒂约市政厅大楼投入使用。1879年，途经勒蒂约的埃皮纳勒—比桑铁路建成通车，该铁路勒米尔蒙以东的路段于1989年关闭。

## 地理

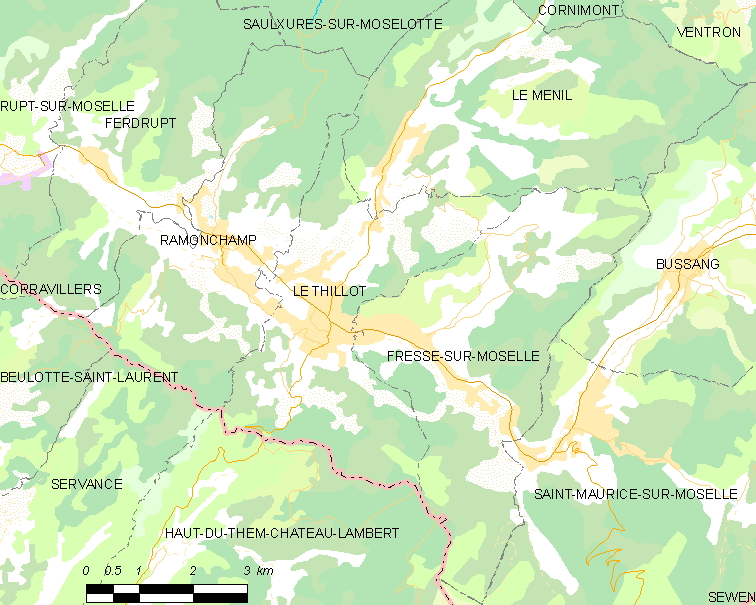
勒蒂约市镇范围地图

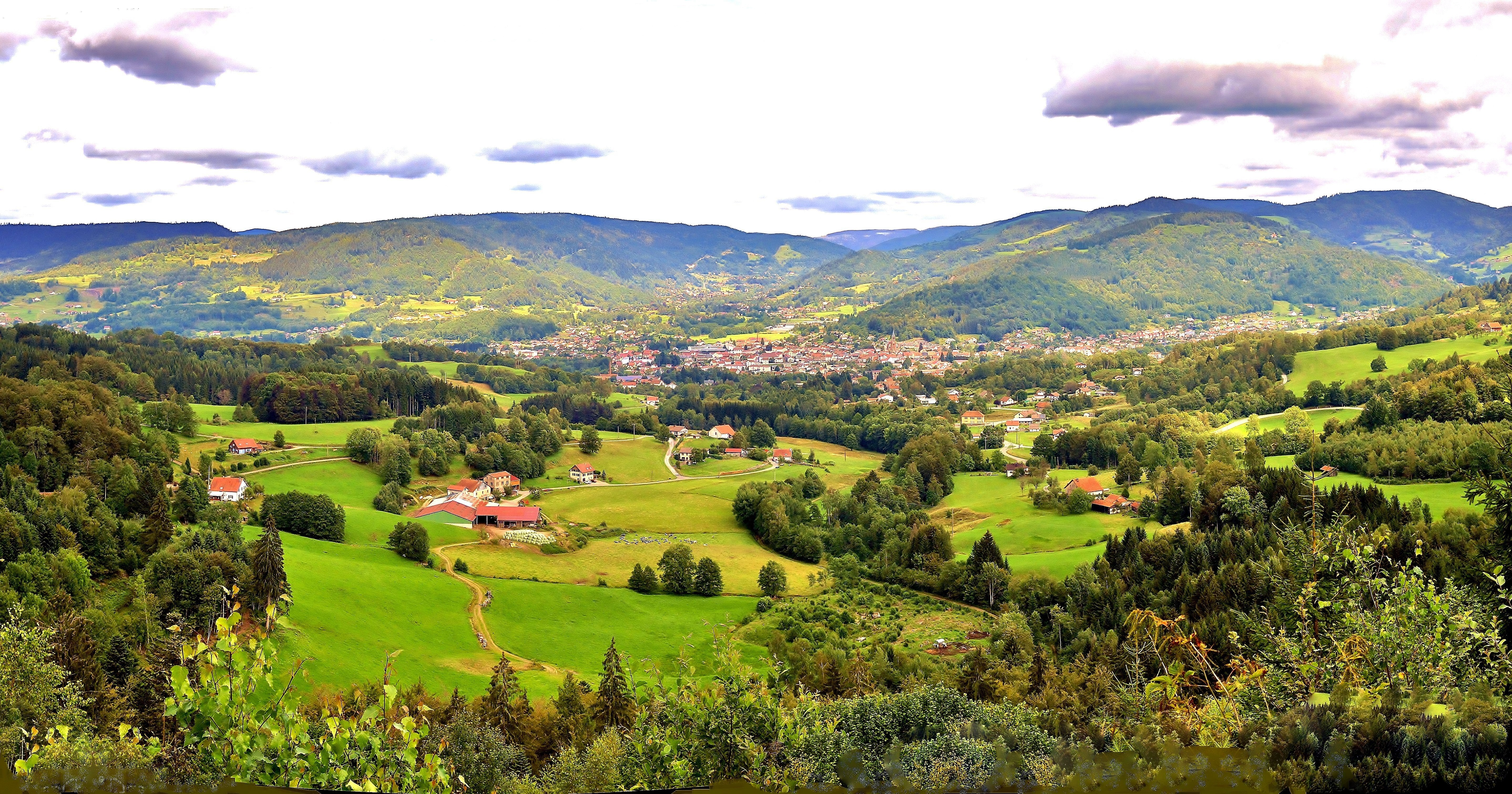
从克鲁瓦垭口眺望勒蒂约市区

勒蒂约位于法国东北部，大东部大区东南部和孚日省东南部，距离省会埃皮纳勒大约51公里。与勒蒂约接壤的市镇包括：勒梅尼勒、摩泽尔河畔弗雷斯、拉蒙尚和欧迪泰姆-朗贝尔堡。

### 地形
勒蒂约位于孚日山西麓的南段，境内以山地及丘陵为主，市镇中心位于一处地势较为平坦的谷地地带，南北两侧被丘陵夹击，全境海拔在470到950米之间。

### 水文
摩泽尔河自东向西北流经勒蒂约镇中心南侧，其左岸支流瓦克瑟河（Le Vacceux）和右岸支流梅尼勒溪（Ruisseau du Ménil）在勒蒂约境内与其交汇。

### 植被
勒蒂约属于温带阔叶混交林区，部分高海拔地带可能有针叶林分布，林地多分布于河流附近及坡地地带，市镇范围南端为安格内树林（Bois du Hinguenet）。
在鲜花城市的评比中，勒蒂约暂未被评级。

### 气候
勒蒂约在柯本气候分类法中属于带有一定大陆性气候特征的温带海洋性气候（Cfb）。
距离勒蒂约最近的常年气象站位于摩泽尔河畔吕境内，以下为该气象站的数据（其中日照数据取自热拉尔梅）：
| 摩泽尔河畔吕 2011年－2024年 | 摩泽尔河畔吕 2011年－2024年 | 摩泽尔河畔吕 2011年－2024年 | 摩泽尔河畔吕 2011年－2024年 | 摩泽尔河畔吕 2011年－2024年 | 摩泽尔河畔吕 2011年－2024年 | 摩泽尔河畔吕 2011年－2024年 | 摩泽尔河畔吕 2011年－2024年 | 摩泽尔河畔吕 2011年－2024年 | 摩泽尔河畔吕 2011年－2024年 | 摩泽尔河畔吕 2011年－2024年 | 摩泽尔河畔吕 2011年－2024年 | 摩泽尔河畔吕 2011年－2024年 | 摩泽尔河畔吕 2011年－2024年 |
| 月份                        | 1月                         | 2月                         | 3月                         | 4月                         | 5月                         | 6月                         | 7月                         | 8月                         | 9月                         | 10月                        | 11月                        | 12月                        | 全年                        |
| --------------------------- | --------------------------- | --------------------------- | --------------------------- | --------------------------- | --------------------------- | --------------------------- | --------------------------- | --------------------------- | --------------------------- | --------------------------- | --------------------------- | --------------------------- | --------------------------- |
| 历史最高温 °C（°F）         | 16.7 (62.1)                 | 22.3 (72.1)                 | 25.9 (78.6)                 | 29.1 (84.4)                 | 32.3 (90.1)                 | 38.2 (100.8)                | 38.1 (100.6)                | 37.8 (100.0)                | 33.1 (91.6)                 | 27.4 (81.3)                 | 23.5 (74.3)                 | 16.4 (61.5)                 | 38.2 (100.8)                |
| 平均高温 °C（°F）           | 5 (41)                      | 6.5 (43.7)                  | 12.3 (54.1)                 | 15.8 (60.4)                 | 19.2 (66.6)                 | 24.2 (75.6)                 | 26.5 (79.7)                 | 25.9 (78.6)                 | 21.5 (70.7)                 | 16.4 (61.5)                 | 9.9 (49.8)                  | 6.3 (43.3)                  | 15.8 (60.4)                 |
| 日均气温 °C（°F）           | 2 (36)                      | 2.2 (36.0)                  | 6.3 (43.3)                  | 9.5 (49.1)                  | 13.2 (55.8)                 | 17.7 (63.9)                 | 19.7 (67.5)                 | 19 (66)                     | 15.1 (59.2)                 | 11.3 (52.3)                 | 6.1 (43.0)                  | 3 (37)                      | 10.4 (50.7)                 |
| 平均低温 °C（°F）           | −0.8 (30.6)                 | −2.1 (28.2)                 | 0.3 (32.5)                  | 3.3 (37.9)                  | 7.3 (45.1)                  | 11.2 (52.2)                 | 12.9 (55.2)                 | 12.2 (54.0)                 | 8.6 (47.5)                  | 6 (43)                      | 2.3 (36.1)                  | −0.2 (31.6)                 | 5.1 (41.2)                  |
| 历史最低温 °C（°F）         | −17.1 (1.2)                 | −16.4 (2.5)                 | −7.8 (18.0)                 | −6.2 (20.8)                 | −2.1 (28.2)                 | 2.8 (37.0)                  | 4.1 (39.4)                  | 4.3 (39.7)                  | −0.2 (31.6)                 | −5.7 (21.7)                 | −14.2 (6.4)                 | −15.3 (4.5)                 | −17.1 (1.2)                 |
| 平均降水量 mm（）           | 266.5 (10.49)               | 142.3 (5.60)                | 140.9 (5.55)                | 105.5 (4.15)                | 152.4 (6.00)                | 117.5 (4.63)                | 115.9 (4.56)                | 85.8 (3.38)                 | 110.8 (4.36)                | 137.7 (5.42)                | 192.1 (7.56)                | 266.4 (10.49)               | 1,833.9 (72.20)             |
| 月均日照時數                | 67.6                        | 91.6                        | 155.5                       | 178.7                       | 184.3                       | 129.2                       | 163.5                       | 186.5                       | 126.9                       | 109.9                       | 52.4                        | 85.5                        | 1,531.6                     |
| 来源：infoclimat.fr         |                             |                             |                             |                             |                             |                             |                             |                             |                             |                             |                             |                             |                             |

## 行政区划
勒蒂约的市镇编号为88468，邮政编号为88160。
在行政管理方面，勒蒂约隶属于法国大东部大区孚日省埃皮纳勒区；在地方选举方面，勒蒂约是勒蒂约县的中央投票站所在地，其市镇范围全境被划入孚日省第三选区；在社会管理方面，勒蒂约是上孚日圆顶峰市镇公共社区的办公驻地。
截至2024年8月，勒蒂约市镇范围内暂无任何城市敏感街区及城市政策优先街区。
法国国家统计与经济研究所（简称“INSEE”）在进行数据统计时，将勒蒂约及相邻的另外7个市镇设为勒蒂约城市核心区。自2020年起，勒蒂约被划入包含共7个市镇的勒蒂约城市辐射区。此外，INSEE还将勒蒂约市镇整体看作一个“块区”（IRIS），以便于统计人口分布情况。

## 交通

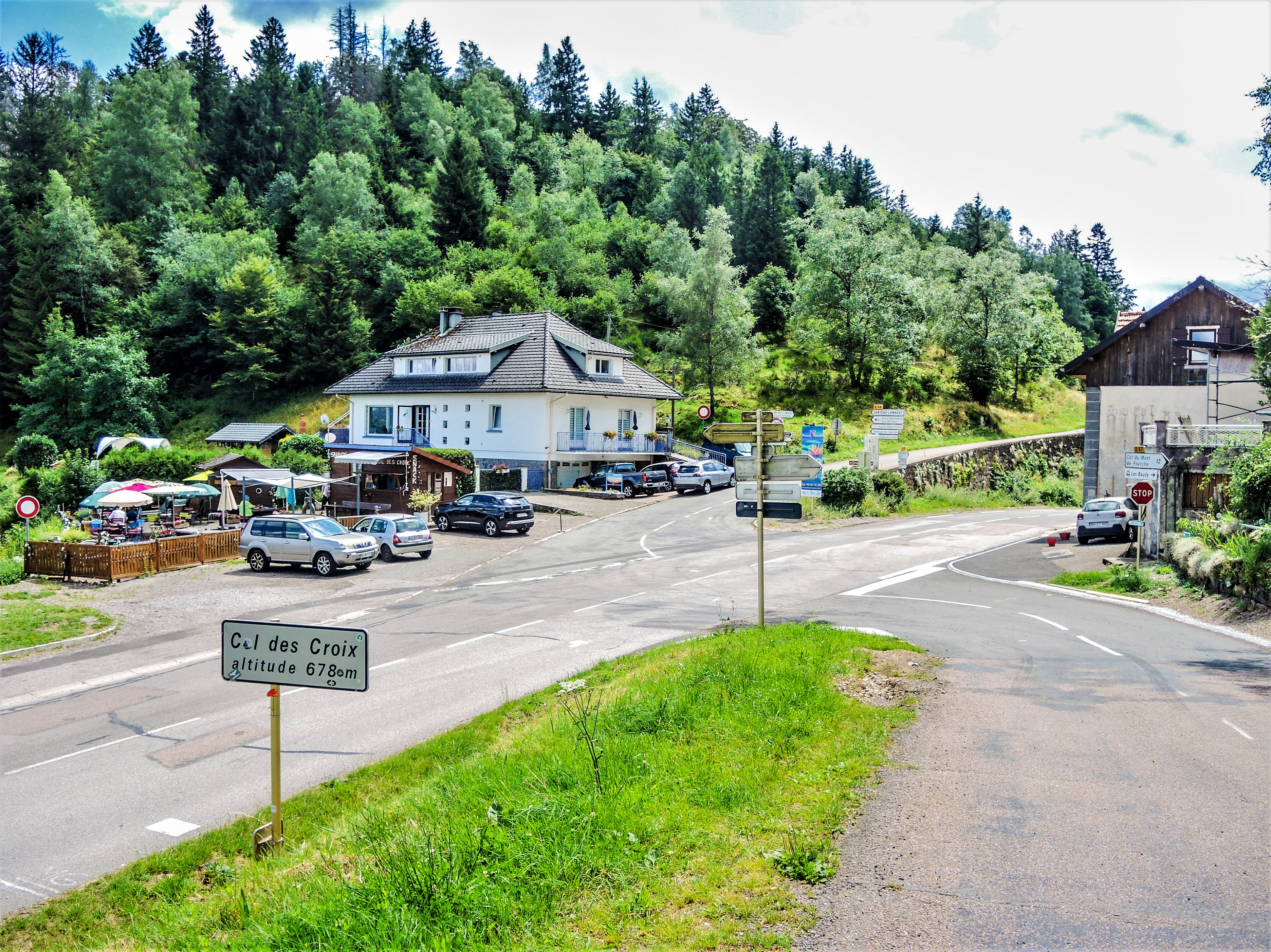
省道D486线的克鲁瓦垭口

### 公路
法国国道N66线和孚日省省道D486线在勒蒂约镇中心十字交汇。大东部大区城际客运（商业名称为“Fluo”）下属的城际客运巴士88R002线经停勒蒂约，可通往勒米尔蒙以及沿途各市镇。
2020年，64.4%的勒蒂约家庭拥有至少一辆私人汽车。2022年，勒蒂约境内共发生各类交通事故1起，造成1人重伤。
| 5 | 76 |

| 16 | 51 |

| 埃皮纳勒 | 51 |

| 勒米尔蒙 | 26 |

| 米卢斯 | 57 |

| 坦恩 | 36 |

| 吕尔 | 34 |

| 热拉尔梅 | 32 |

### 铁路
勒蒂约位于埃皮纳勒—比桑铁路上，该铁路勒米尔蒙以东的路段已废弃。
距离勒蒂约最近的运营中的客运铁路车站为24公里外的韦瑟兰站，该站停靠往返于米卢斯和克吕特之间的区域列车；此外勒米尔蒙站距离勒蒂约大约25公里，该站停靠始发直通巴黎的高速列车以及前往南锡的区域列车。

### 航空
勒蒂约距离巴塞尔-米卢斯-弗赖堡欧洲机场的公路里程大约84公里。

### 城市公共交通
截至2024年8月，勒蒂约暂无城市公共交通系统。

## 政治

### 市政内阁

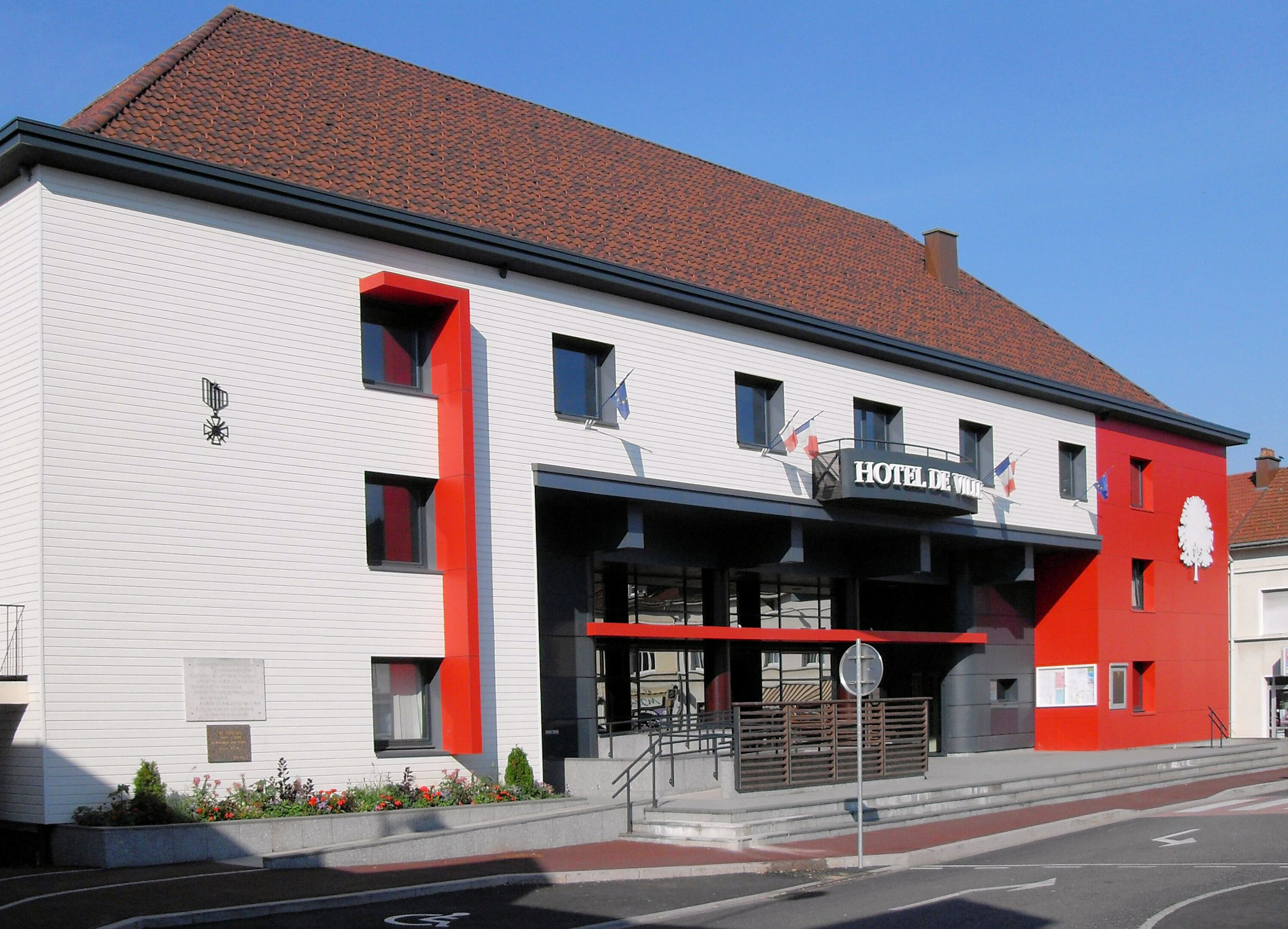
勒蒂约市政厅

勒蒂约的现任市长为伊萨贝尔·卡诺纳科女士（Isabelle CANONACO），她是一名右翼无党派人士，自2023年5月起担任市长职务；其前任为米歇尔·穆罗先生（Michel MOUROT），他是民主人士和独立人士联盟的一名成员，在2020年的市政选举中获得了100.00%的支持率（无其他候选人），他在2023年2月任期内因病逝世。
| 勒蒂约历届市长 | 勒蒂约历届市长                      | 勒蒂约历届市长            |
| 任期           | 市长                                | 党派                      |
| -------------- | ----------------------------------- | ------------------------- |
| 1945年－1952年 | Charles RIVAT 夏尔·里瓦             | 不详                      |
| 1947年－1952年 | Georges GROSJEAN 乔治·格罗让        | 不详                      |
| 1952年－1971年 | Jules CHOFFEL 朱尔·绍费尔           | 不详                      |
| 1971年－1989年 | Raymond GRÉGOIRE 雷蒙·格雷瓜尔      | RPR保衛共和聯盟           |
| 1989年－2014年 | Yves CÉRÉSA 伊夫·塞雷萨             | PS社会党                  |
| 2014年－2023年 | Michel MOUROT 米歇尔·穆罗           | UDI民主人士和独立人士联盟 |
| 2023年－       | Isabelle CANONACO 伊萨贝尔·卡诺纳科 | DVD右翼无党派人士         |

### 各级选举
| 勒蒂约历届投票选举结果 | 勒蒂约历届投票选举结果 | 勒蒂约历届投票选举结果 | 勒蒂约历届投票选举结果        | 勒蒂约历届投票选举结果        | 勒蒂约历届投票选举结果 | 勒蒂约历届投票选举结果        | 勒蒂约历届投票选举结果        | 勒蒂约历届投票选举结果 | 勒蒂约历届投票选举结果 |
| 选举项目               | 选举范围               | 选区单位               | 选区单位内的选举结果          | 选区单位内的选举结果          | 选区单位内的选举结果   | 选区单位内的选举结果          | 选区单位内的选举结果          | 选区单位内的选举结果   | 参考资料               |
| 选举项目               | 选举范围               | 选区单位               | 第一轮胜出者                  | 第一轮胜出者                  | 支持率                 | 第二轮胜出者                  | 第二轮胜出者                  | 支持率                 | 参考资料               |
| ---------------------- | ---------------------- | ---------------------- | ----------------------------- | ----------------------------- | ---------------------- | ----------------------------- | ----------------------------- | ---------------------- | ---------------------- |
| 2017年法國總統選舉     | 法國                   | 市镇                   |                               | 玛丽娜·勒庞                   | 30.59%                 |                               | 埃马纽埃尔·马克龙             | 51.47%                 | [ 20 ]                 |
| 2017年法国立法选举     | 孚日省第三选区         | 市镇                   |                               | 克里斯托夫·内热兰             | 43.38%                 |                               | 克里斯托夫·内热兰             | 74.62%                 | [ 20 ]                 |
| 2019年欧洲议会选举     | 法國                   | 市镇                   |                               | 若尔丹·巴尔代拉               | 37.56%                 | （不适用）                    | （不适用）                    | （不适用）             | [ 23 ]                 |
| 2021年法国省级选举     |                        | 县                     |                               | 卡特里娜·路易 多米尼克·佩杜齐 | 75.57%                 |                               | 卡特里娜·路易 多米尼克·佩杜齐 | 77.45%                 | [ 24 ] [ 25 ]          |
| 2021年法国省级选举     | 市镇                   |                        | 卡特里娜·路易 多米尼克·佩杜齐 | 77.27%                        |                        | 卡特里娜·路易 多米尼克·佩杜齐 | 81.92%                        |                        | [ 24 ] [ 25 ]          |
| 2021年法国大区选举     | 大東部大區             | 市镇                   |                               | 让·罗特纳                     | 38.64%                 |                               | 让·罗特纳                     | 48.72%                 | [ 26 ]                 |
| 2022年法国总统选举     | 法國                   | 市镇                   |                               | 玛丽娜·勒庞                   | 36.7%                  |                               | 玛丽娜·勒庞                   | 58.96%                 | [ 20 ]                 |
| 2022年法国立法选举     | 孚日省第三选区         | 市镇                   |                               | 克里斯托夫·内热兰             | 56.44%                 |                               | 克里斯托夫·内热兰             | 73.99%                 | [ 20 ]                 |
| 2024年欧洲议会选举     | 法國                   | 市镇                   |                               | 若尔丹·巴尔代拉               | 46.99%                 | （不适用）                    | （不适用）                    | （不适用）             | [ 20 ]                 |
| 2024年法国立法选举     | 孚日省第三选区         | 市镇                   |                               | 克里斯托夫·内热兰             | 42.61%                 |                               | 克里斯托夫·内热兰             | 55.79%                 | [ 20 ]                 |

## 人口
2021年，勒蒂约市镇人口数量为3,257，在法国排名第3,438位。其中男性1,538人，女性1,778人，75岁及以上人口占14.2%，外籍人口数量为284人，人口密度为215人/平方公里，当地居民被称为（男性）或（女性）。2022年，勒蒂约境内出生22人，死亡人口57人。
| 勒蒂约1901年－2021年人口变化情况 |
|                                  |
| 数据来源：Cassini、INSEE         |

## 经济
勒蒂约是一个区域性的中心城市。截至2024年8月，勒蒂约市镇范围内共有各类用人单位（包含自雇）472家，平均历史为20年，其中98.41%为中小型企业（PME），2024年6月至8月间，当地的经济活力指数为0。（零售）、（皮革加工）及（面包房）是当地2022年营业额最高的三个企业，分别为20,586,485欧元、1,722,869欧元和874,004欧元。

## 财政与居民收入
2022年，勒蒂约的财政收入总额为4,897,190欧元，财政支出总额为3,779,830欧元，当年的债务总额为926,280欧元。2022年，勒蒂约市镇通过增值税获得83,110欧元的收入，此外当地还共获得了166,950欧元的国家直接财政补助。
| 勒蒂约居民收入情况                               | 勒蒂约居民收入情况 | 勒蒂约居民收入情况    | 勒蒂约居民收入情况 |
| 内容                                             | 勒蒂约             | 法国                  | 统计年份           |
| ------------------------------------------------ | ------------------ | --------------------- | ------------------ |
| 征税家庭总数                                     | 1,509              | 1,081（法国市镇平均） | 2022年             |
| 居民平均月收入                                   | 1,876欧元          | 2,435欧元             | 2022年             |
| 高级职员人均月收入                               | 3,622欧元          | 4,331欧元             | 2021年             |
| 中级职员人均月收入                               | 2,128欧元          | 2,470欧元             | 2021年             |
| 普通职员人均月收入                               | 1,599欧元          | 1,801欧元             | 2021年             |
| 贫困率                                           | 23%                | 14.5%                 | 2020年             |
| 青壮年（15至64岁）失业率                         | 15.1%              | 7.4%                  | 2020年             |
| 征税家庭数量占比                                 | 30.3%              | 45.5%                 | 2020年             |
| 家庭年均纳税                                     | 2,044欧元          | 4,393欧元             | 2022年             |
| 资料来源：INSEE、L'Internaute、Le Journal du Net |                    |                       |                    |

## 社会事务

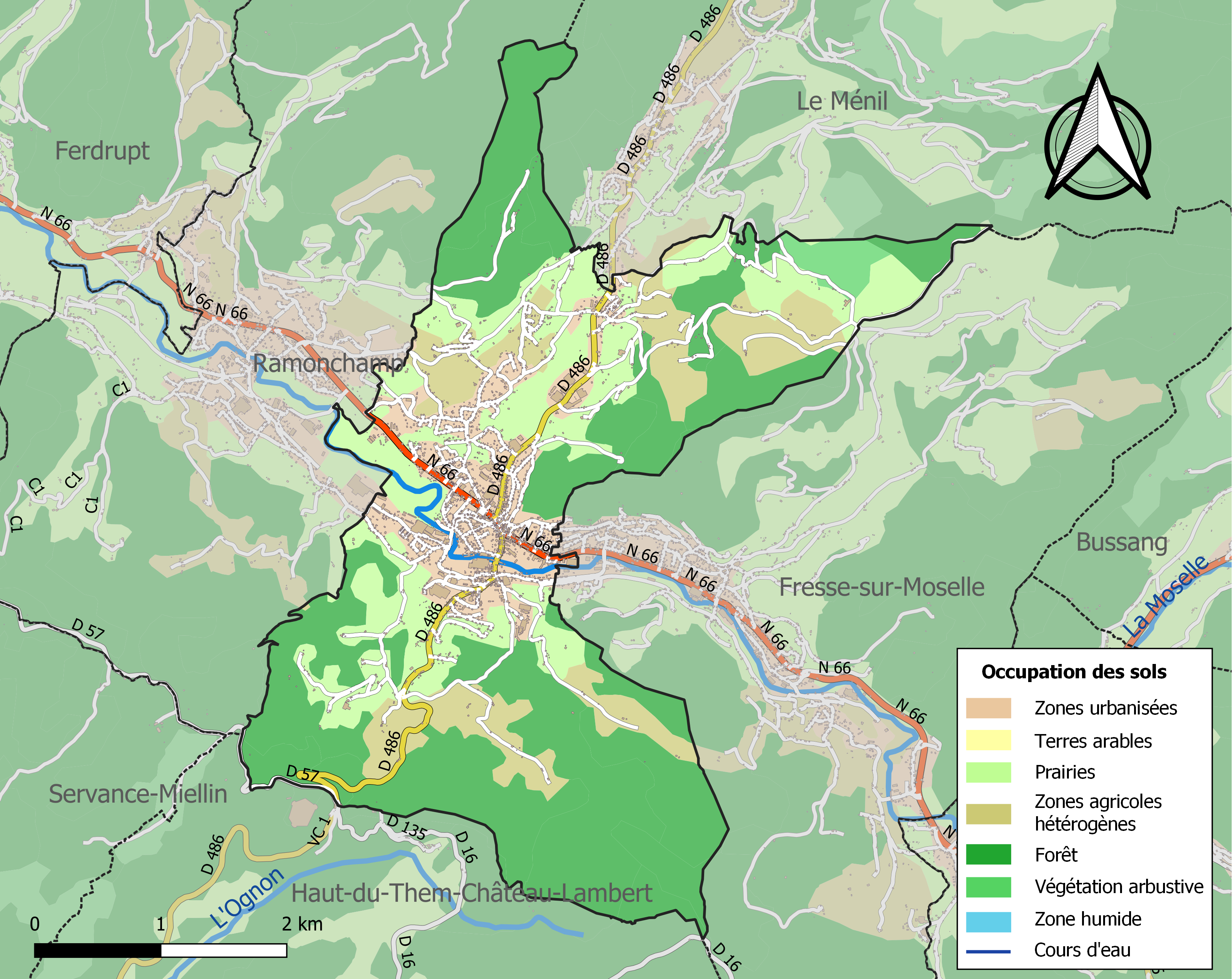
勒蒂约土地利用情况地图

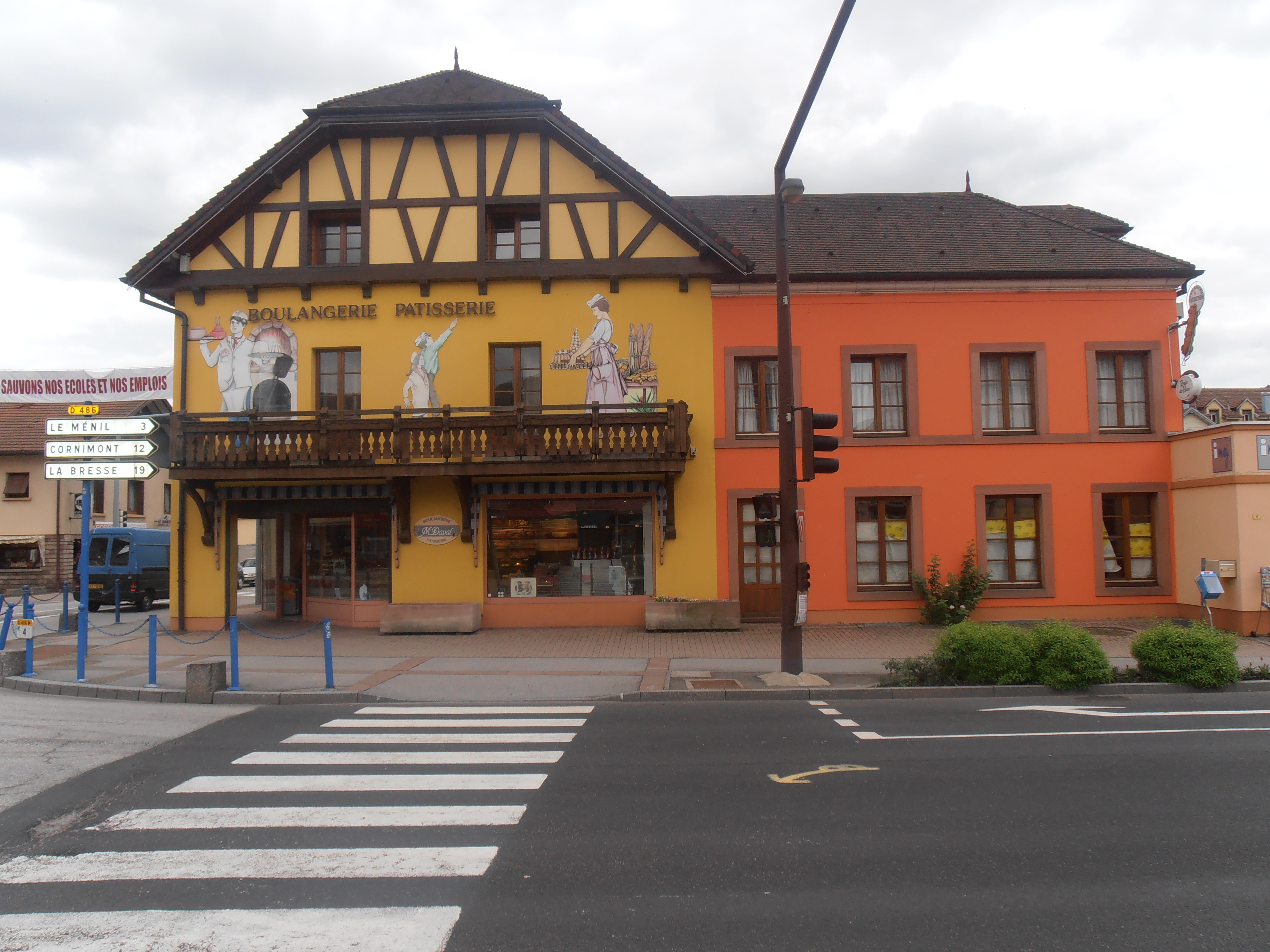
镇中心的面包房

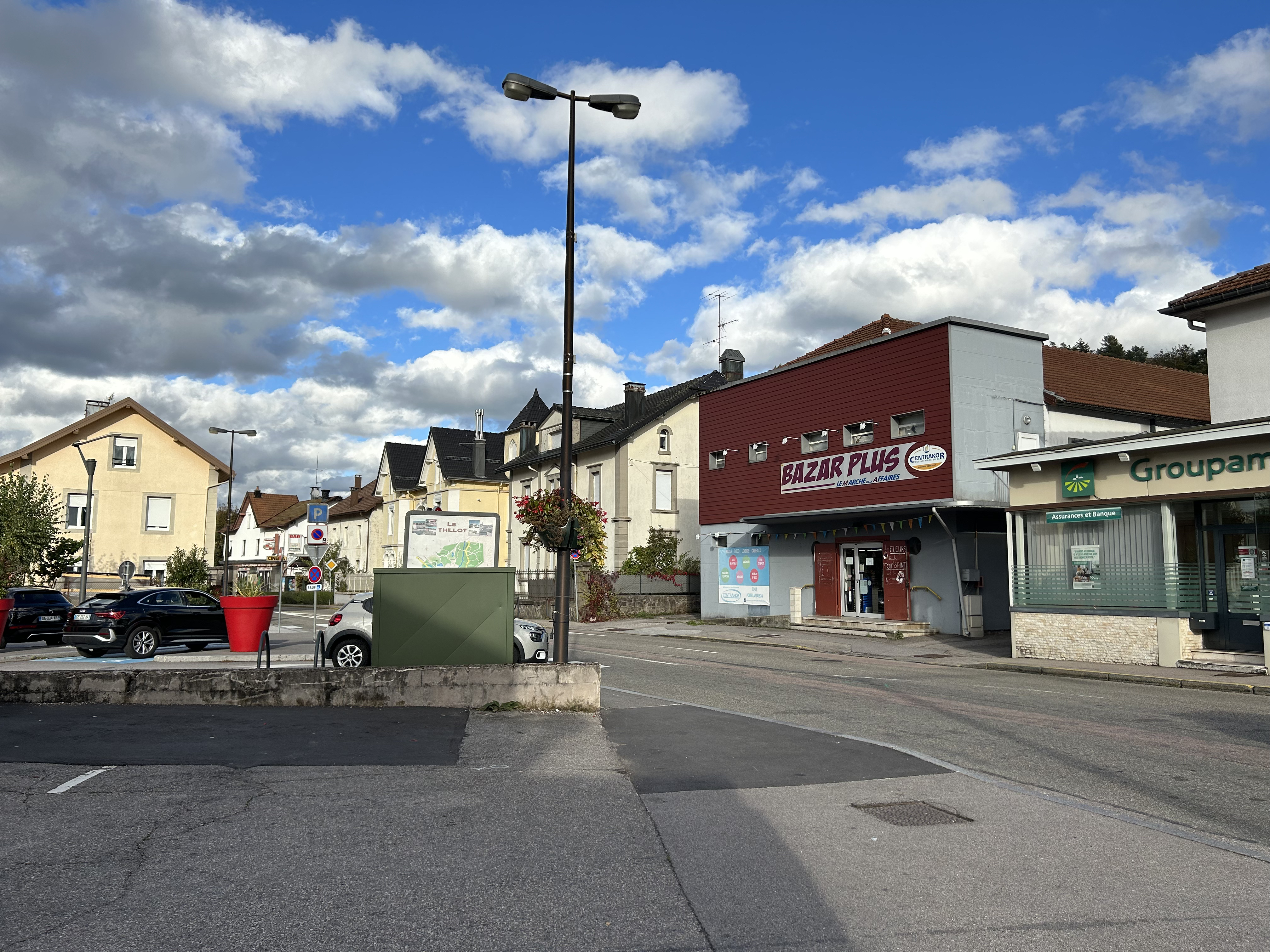
茹费理街

### 教育
勒蒂约属于南锡-梅斯学区。截至2021年1月1日，勒蒂约境内共有1所小学和1所初级中学。2022至2023学年度，勒蒂约境内共有在校中等教育阶段学生391名。

### 医疗
截至2021年1月1日，勒蒂约境内共有全科医生6名、保健师4名、牙医3名、护士4名和助产士1名。境内共有药房2家、养老院1家。
距离勒蒂约最近的区域性医疗机构为勒米尔蒙中心医院，其主病区医院位于勒米尔蒙，距离勒蒂约市区的正常车程大约24分钟，该院设有床位271个。

### 住房
2020年，勒蒂约境内共有各类住房1,997套，其中55.0%为独立式住宅，44.6%为集中式住宅。常住房屋占勒蒂约市镇范围内居民建筑总量的78.8%。
在住房保障政策方面，2022年，勒蒂约境内共有367户家庭获得了住房经济补助，受益人数占总人口数量的11.3%，其中346份为房租补助。

### 商业
2021年，勒蒂约境内共有各类实体商铺85家，其中餐厅9家、大型超市4家、杂货店1家、面包房4家、肉铺1家、书店1家、银行门店5家、美容美发店5家、汽车维修店9家。勒蒂约镇中心西侧建有一家Colruyt超市，东侧有一家Aldi超市，市区北部则有Intermarché和Lidl超市。

### 体育
2021年，勒蒂约境内共有1家游泳池、2间体育馆、1处网球场、1处马术场、1处足球或橄榄球场以及1处篮球或排球场。
截至2024年8月，勒蒂约体育俱乐部（编号500323）是勒蒂约境内唯一的一家注册足球俱乐部，该俱乐部成立于1907年，其主场为奥古斯特·格罗让球场（Stade Auguste-Grosjean）。

### 环境
勒蒂约的环境事务由其所属的上孚日圆顶峰市镇公共社区联合各级政府协调负责。2021年，勒蒂约境内共有1家污染企业。

### 治安
2021年，勒蒂约市镇范围内有1处宪兵队。
勒蒂约及其附近的共111个市镇是勒米尔蒙国家宪兵队（zone gendarmerie de Remiremont）的管辖范围。2020年，该宪兵队累计记录各类案件2,969起，其中盗窃类案件1,384起，经济类案件419起，毒品交易类案件209起。

## 文化

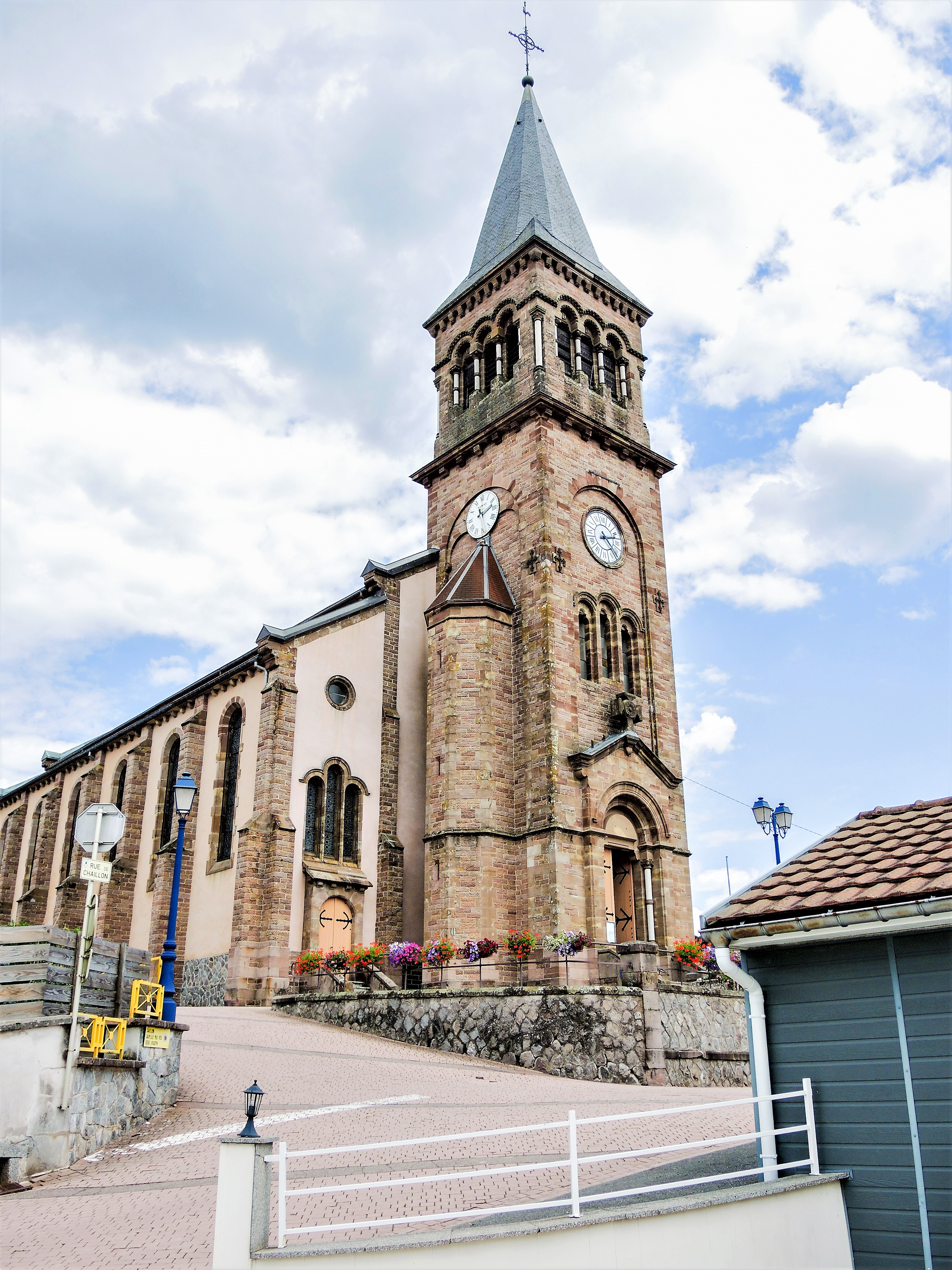
施洗约翰教堂

2021年，勒蒂约境内共有1家电影院。勒蒂约境内建有多媒体中心（Médiathèque），每周二至六向公众开放（暑期关闭）。

### 建筑
勒蒂约境内有多处历史建筑，其中勒蒂约矿井为法国国家文物保护单位，镇中心的施洗约翰教堂（Église Saint-Jean-Baptiste du Thillot）则是当地的地标性建筑物。

### 旅游
勒蒂约的旅游事务由其所属的上孚日圆顶峰市镇公共社区联合各级政府协调负责。2023年，勒蒂约境内共有1个露营地，可容纳共64辆露营车。

### 媒体
法国主要的媒体均可在勒蒂约接收，法国电视三台下属的大东部大区频道在部分时段播出勒蒂约所在孚日省的地方新闻。孚日电视台（Vosges TV）、蓝色法兰西南洛林广播、《孚日早报》、《百分百孚日》等为当地的主要地方性媒体。

## 友好城市
截至2024年8月，勒蒂约暂未建立任何友好城市关系。